# Face to Face (álbum de Westlife)
"Face to Face" fue el séptimo álbum por la banda irlandesa Westlife, y fue lanzado el 31 de octubre del 2005. El álbum contiene muchas canciones pop con algunas canciones de baile. El primer sencillo del álbum fue una versión del éxito de Secret Garden, "You Raise Me Up". Este sencillo fue lo que trajo de vuelta a la banda en el centro de atención después de su álbum "Allow Us to Be Frank" del 2004. El segundo sencillo lanzado fue la versión de "When You Tell Me That You Love Me" y fue grabado como un dúo con la cantante original, Dianna Ross. El sencillo final fue "Amazing". "That'ts Where You Find Love" fue lanzado como un sencillo promocional de radio en Filipinas en apoyo del tour Face to Face en el 2006. Mientras "Hit You With The Real Thing" se posicionó en Nueva Zelanda en apoyo de su Tour Back Home en el 2008. El álbum también incluye una versión de The Eagles, "Desesperado" con un tema extra de los Backstreet Boys de su álbum del 2005, Never Gone, "Colour My World" y la canción solista de Nick Carter, "Heart Without A Home". El álbum 'Face to Face' se convirtió en el quinto álbum número uno en Reino Unido en siete años, vendiendio 1.3 millones en Reino Unido y más de 6 millones en el mundo entero. Se convirtió del número 7 y 129 en álbumes de fin de año en Reino Unido en el 2005 y 2006. También fue el álbum más vendido de Sony BMG Entertainment. Llegó al número uno en las listas de Australia por cuatro semanas en marzo del 2006, fue el 25º álbum más vendido en Australia.

## Información del álbum

### Listado de canciones
| Face to face |                                           |          |  |
| N.º          | Título                                    | Duración |  |
| 1.           | «You Raise Me Up»                         | 4:03     |  |
| 2.           | «When You Tell Me That You Love Me»       | 3:58     |  |
| 3.           | «That's Where You Find Love»              | 3:47     |  |
| 4.           | «She's Back»                              | 3:13     |  |
| 5.           | «Desperado»                               | 3:40     |  |
| 6.           | «Colour My World»                         | 3:56     |  |
| 7.           | «In This Life»                            | 4:10     |  |
| 8.           | «Heart Without a Home»                    | 4:50     |  |
| 9.           | «Hit You With the Real Thing»             | 3:03     |  |
| 10.          | «Change Your Mind»                        | 3:45     |  |
| 11.          | «Maybe Tomorrow»                          | 3:09     |  |
| 12.          | «World of Our Own» (Versión Acústica)     | 3:28     |  |
| 13.          | «Flying Without Wings» (Versión Acústica) | 3:35     |  |
| 14.          | «My Love» (Versión Acústica)              | 3:52     |  |

## Lanzamiento
| País          | Fecha de lanzamiento    |
| ------------- | ----------------------- |
| Irlanda       | 31 de octubre de 2005   |
| Filipinas     | 31 de octubre de 2005   |
| Reino Unido   | 31 de octubre de 2005   |
| Corea del Sur | 1 de noviembre de 2005  |
| Australia     | 12 de diciembre de 2005 |
| Taiwán        | 12 de diciembre de 2005 |
| Polonia       | 13 de febrero de 2006   |

### Posiciones
| País         | Mejor Posición | Certificación |
| ------------ | -------------- | ------------- |
| Australia    | 1              | Platino       |
| Irlanda      | 1              | 8x Platino    |
| Reino Unido  | 1              | 4x Platino    |
| Norway       | 7              | -             |
| Suecia       | 9              | -             |
| Suiza        | 14             | -             |
| Alemania     | 18             | -             |
| Dinamarca    | 19             | -             |
| Países Bajos | 30             |               |